# Liste der Monuments historiques in Croissy-Beaubourg
Die Liste der Monuments historiques in Croissy-Beaubourg führt die Monuments historiques in der französischen Gemeinde Croissy-Beaubourg auf.

## Liste der Bauwerke
| Bezeichnung          | Beschreibung                  | Standort                                                                           | Kennzeichnung | Schutzstatus | Datum | Bild           |
| -------------------- | ----------------------------- | ---------------------------------------------------------------------------------- | ------------- | ------------ | ----- | -------------- |
| Bauernhaus Lamirault | Erbaut ab dem 15. Jahrhundert | Chemin de la Ferme de Lamirault, auch auf dem Gebiet der Gemeinde Collégien (Lage) | PA00086917    | Inscrit      | 1985  | weitere Bilder |